# 静岡県道140号三島静浦港線
静岡県道140号三島静浦港線（しずおかけんどう140ごう みしましずうらこうせん）は、静岡県三島市と沼津市を結ぶ一般県道である。

## 概要

### 路線データ
- 起点：静岡県三島市南田町／玉川／富田町／南町（境）（国道1号交点、通称「三島玉川」交差点）
- 終点：静岡県沼津市多比付近（静浦港）
- 総延長：8.8km（通行可能区間6.2km、通行不能区間2.6km）

### 通行不能区間
通行不能区間が2.6キロほどある。実際には、静浦港（沼津市獅子浜）ではなく、沼津市大平付近で道が途切れている。ここから静浦港に行くには、大平山や鷲頭山といった沼津アルプスが行く手を阻んでいるので迂回が必要である。
なお当県道の終点は、国道414号と静岡県道17号沼津土肥線との交点（口野放水路交差点）から、約0.6km沼津市街地寄り（沼津市多比付近）に設定されている。

## 接続路線
- 国道1号（三島玉川交差点）
- 静岡県道51号三島停車場線 （三島玉川交差点）
- 静岡県道141号清水函南停車場線（松本交差点）
- 静岡県道138号御園伊豆仁田停車場線（御園交差点）
- 静岡県道139号原木沼津線 一部重複区間あり
- 国道414号（未接続）

## 補足
- 国道1号の 三島玉川交差点において北向きは渋滞することが多い。